# Trimeresurus caudornatus
Trimeresurus caudornatus — вид отруйних змій родини гадюкових (Viperidae). Описаний у 2020 році.

## Назва
Видову назву caudornatus автори таксону склали з латинського слова «caud» (хвіст) і «ornatus» (прикрашений), що вказує на червону смужку на підхвостовій лусці.

## Поширення
Ендемік Китаю. Поширений у провінції Юньнань на півдні країни. Вид відомий лише у типовому місцезнаходженні — місто Набанг (24,6973° пн. ш., 97,5805° сх. д., 389 м над рівнем моря), повіт Їнцзян, провінція Юньнань, Китай.

## Опис
Голова і тіло загалом темно-зелені, подокулярні смуги відсутні в обох статей, верхні губи світло-зелені; вентролатеральна смужка блідо-зелено-жовта, присутня в першому рядку DSR в обох статей; райдужка золотисто-жовта в обох статей; Верхня частина хвоста переважно темно-червона, бічна та черевна — зелена, але вздовж черевної частини хвоста проходить помаранчево-червона смуга.

## Охорона
У 2023 році цей вид був включений до Списку наземних диких тварин, що мають важливе екологічне, наукове та соціальне значення.